# Evangelische Kirche Altnau

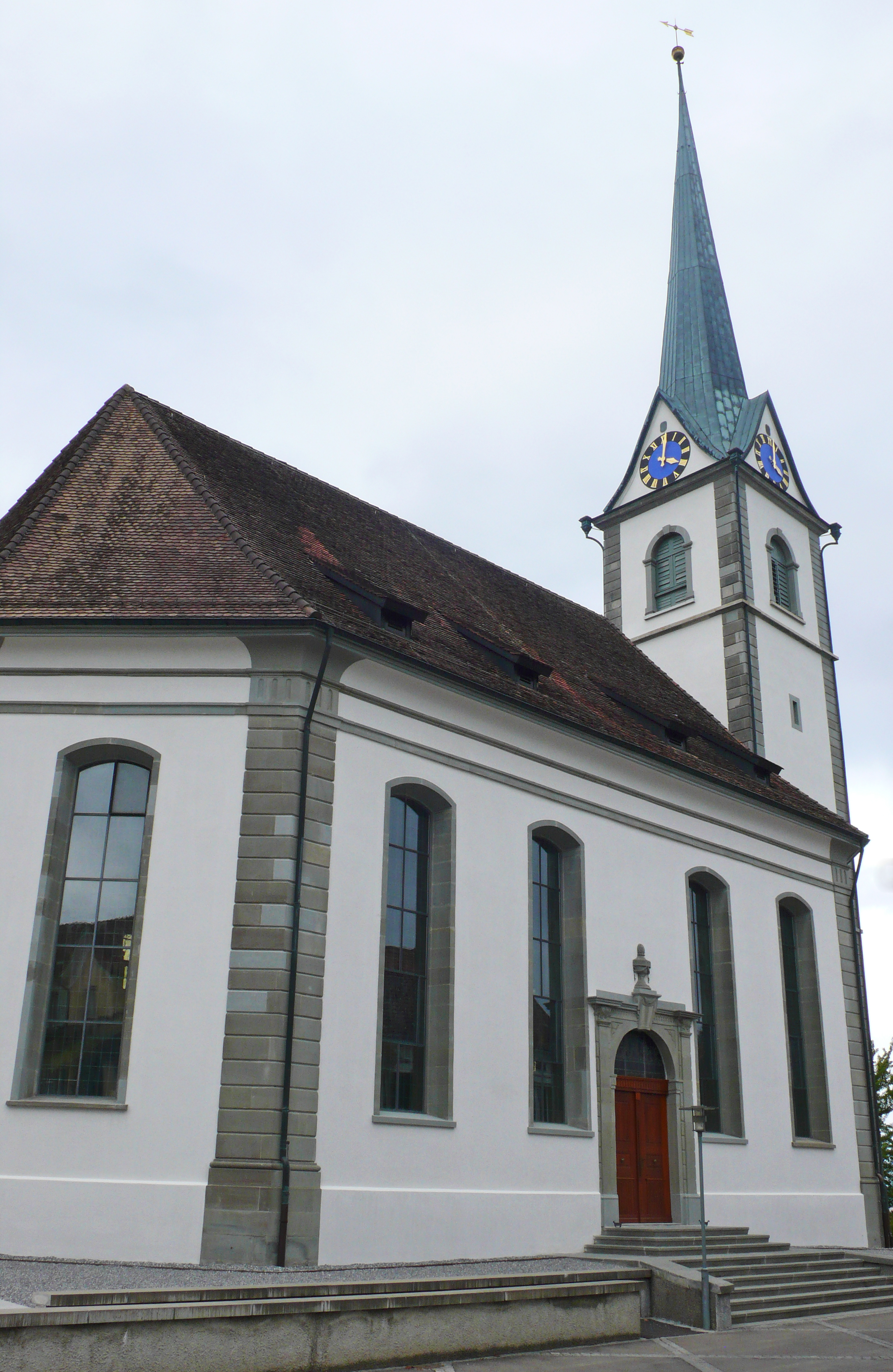
Evangelische Kirche Altnau

Die evangelische Kirche Altnau ist ein evangelisches Kirchengebäude in Altnau am Bodensee, Schweiz.

## Geschichte
Das Gotteshaus wurde 1810–1812 nach Plänen von Johann Jakob Moosbrugger errichtet. 1813 entstand das Pfarrhaus.
Das Dorf Altnau ist paritätisch geprägt. Die katholische Kirche St. Martin von Altnau wurde fast zeitgleich 1811–12 neu errichtet.

## Beschreibung

### Äusseres
An den gestreckten oktogonalen Baukörper des Kirchenschiffs schliesst der Glockenturm mit Spitzturmhelm und Uhr von 1894 an der schmalen Nordostseite an. Die Fassaden von Schiff und Turm werden geprägt durch hohe Segmentbogenfenster und die Lisenen aus dunklem Sandstein, die in starkem Kontrast zur weissen Fassung die Fassaden gliedern.

### Innenraum

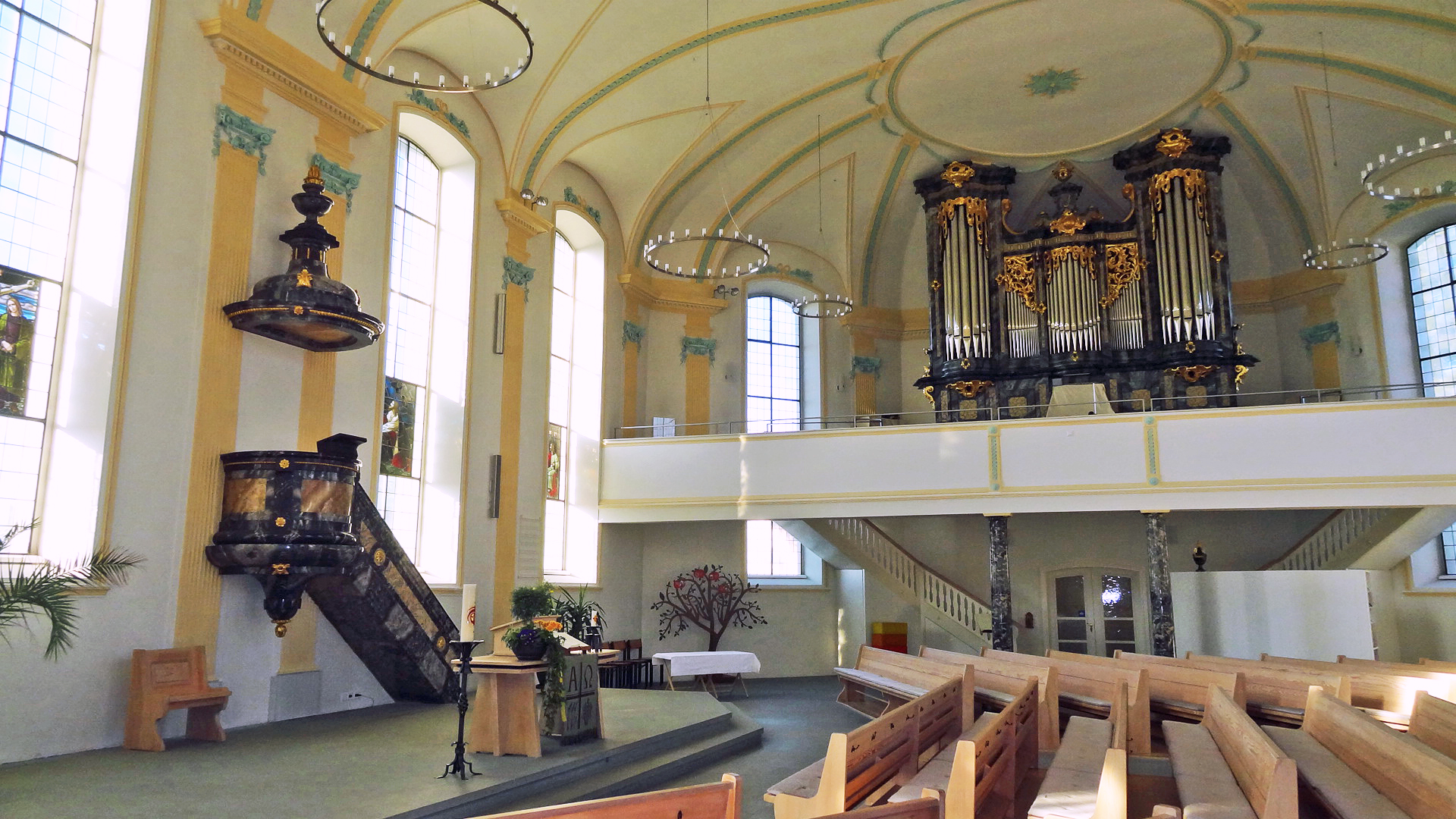
Innenraum

Wie die kurz zuvor erstellte Kirche Speicher ist das Gebäude als Querkirche angelegt und entspricht damit der um 1800 in der Ostschweiz vorherrschenden Tendenz zu dieser typisch protestantischen Bauform. Stilistisch ist der Predigtsaal in klassizistischen Formen mit spätbarocken Elementen gestaltet. In den polygonal abgeschlossenen Schmalseiten des Raumes befinden sich zwei Emporen. Der Prospekt der Orgel, der aus der Wallfahrtskirche Birnau stammt, ist im Louis-quinze-Stil gestaltet. Die dezenten Stuckaturen an der Decke und den Stichkappen sowie die kannelierten Pilaster mit darüberliegendem Zahnschnittfries-Gebälk entsprechen den klassizistischen Stilformen der Zeit. Dasselbe gilt für die Kanzel, die, wie in den meisten reformierten Querkirchen, gut sichtbar im Zentrum der längeren Innenwand der Kirche positioniert ist.

#### Glasfenster
Die 1921 geschaffenen Farbglasfenster stammen von Heinrich Röttinger. Sie zeigen Szenen aus dem Leben Christi.

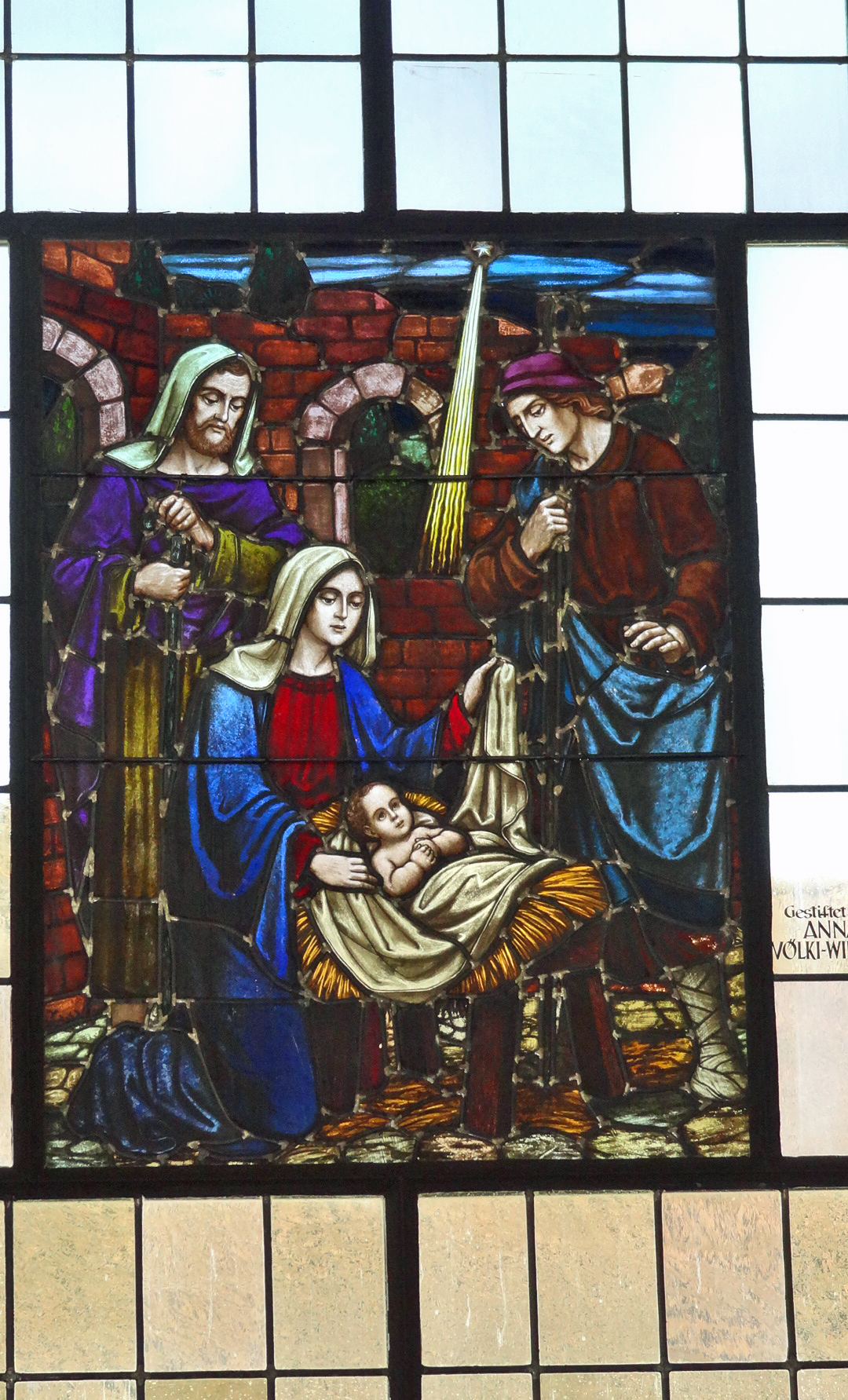
Die Geburt Christi
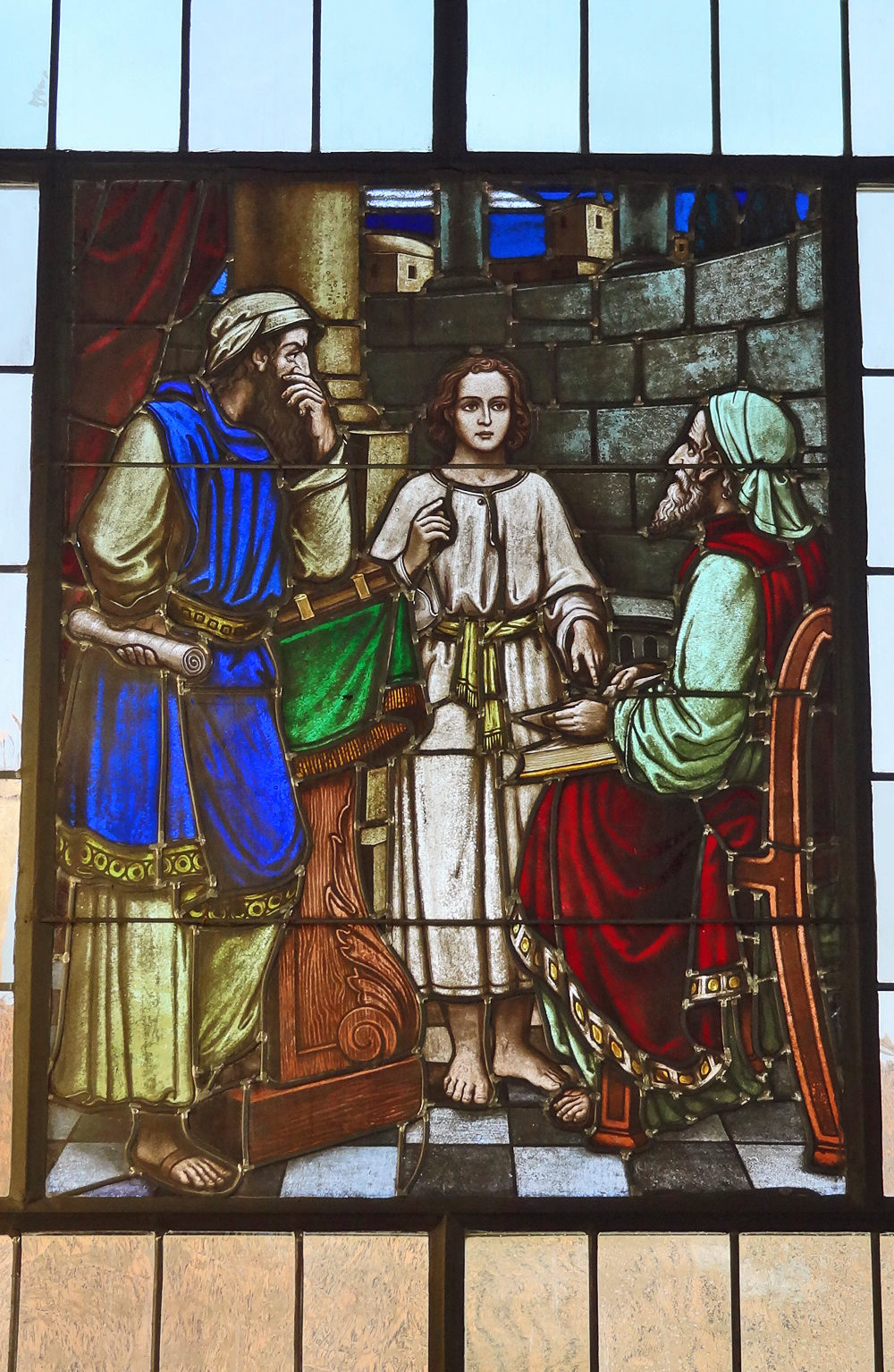
Christus als Zwölfjähriger im Tempel
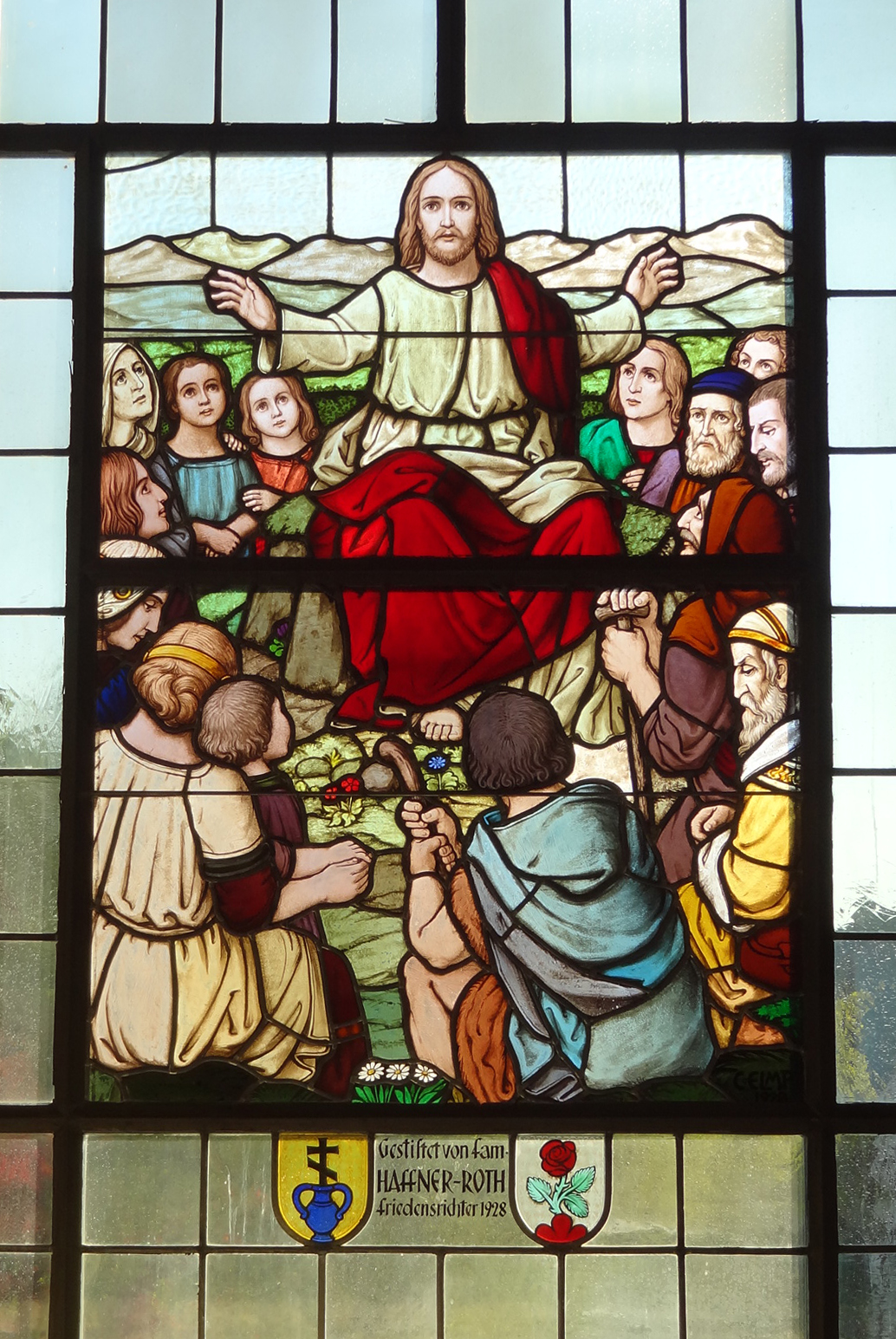
Die Bergpredigt
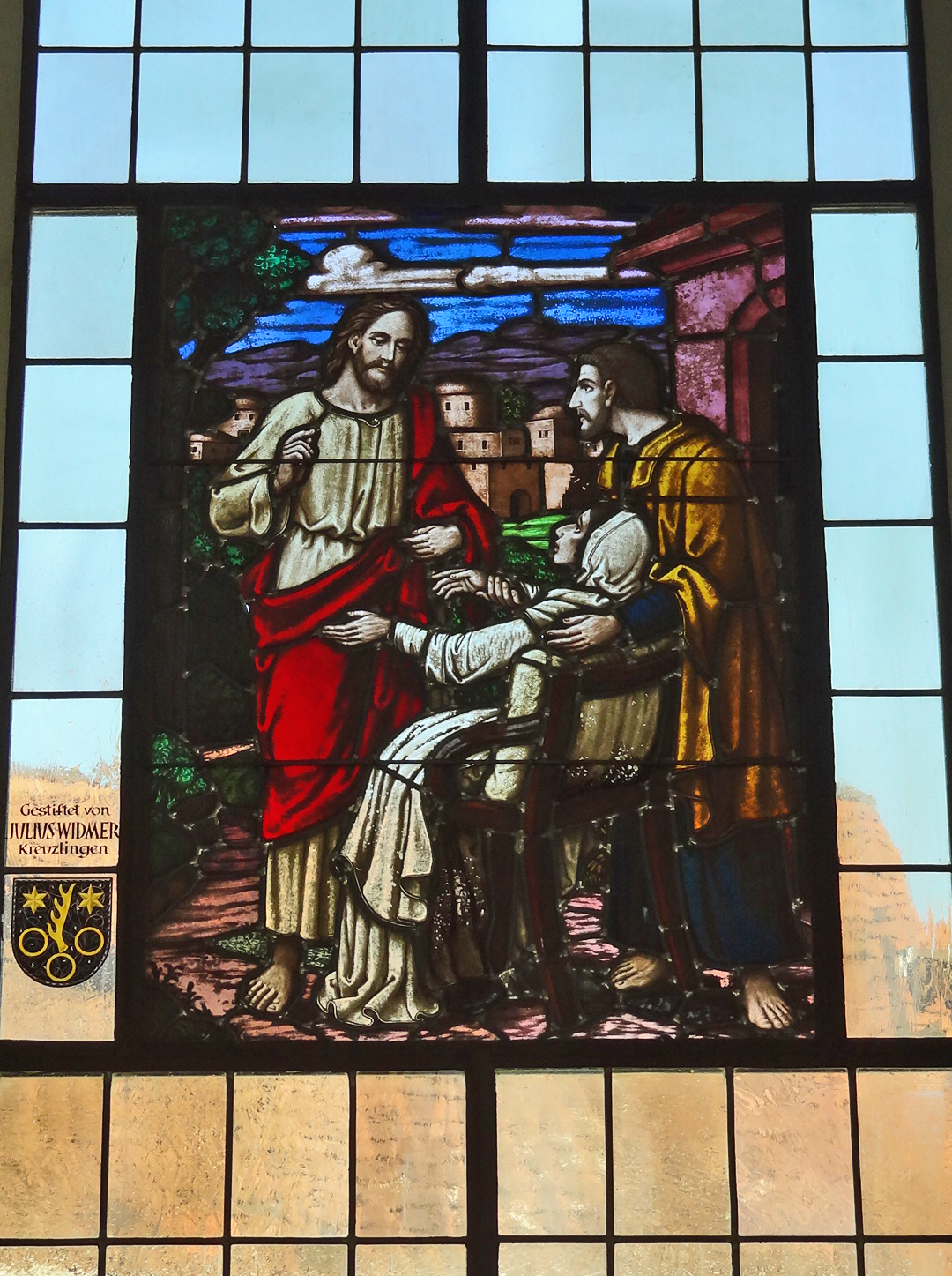
Die Heilung
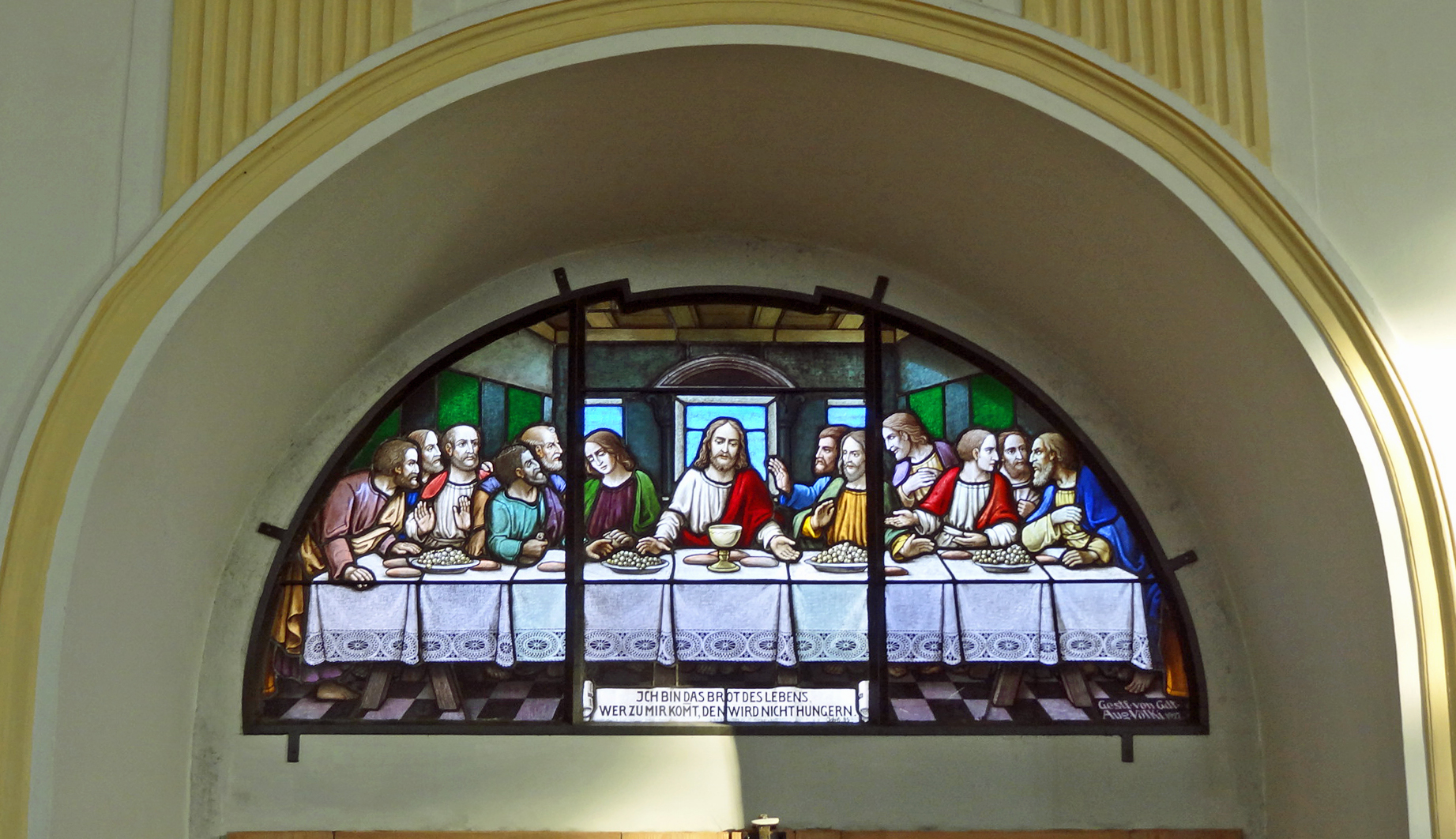
Das letzte Abendmahl
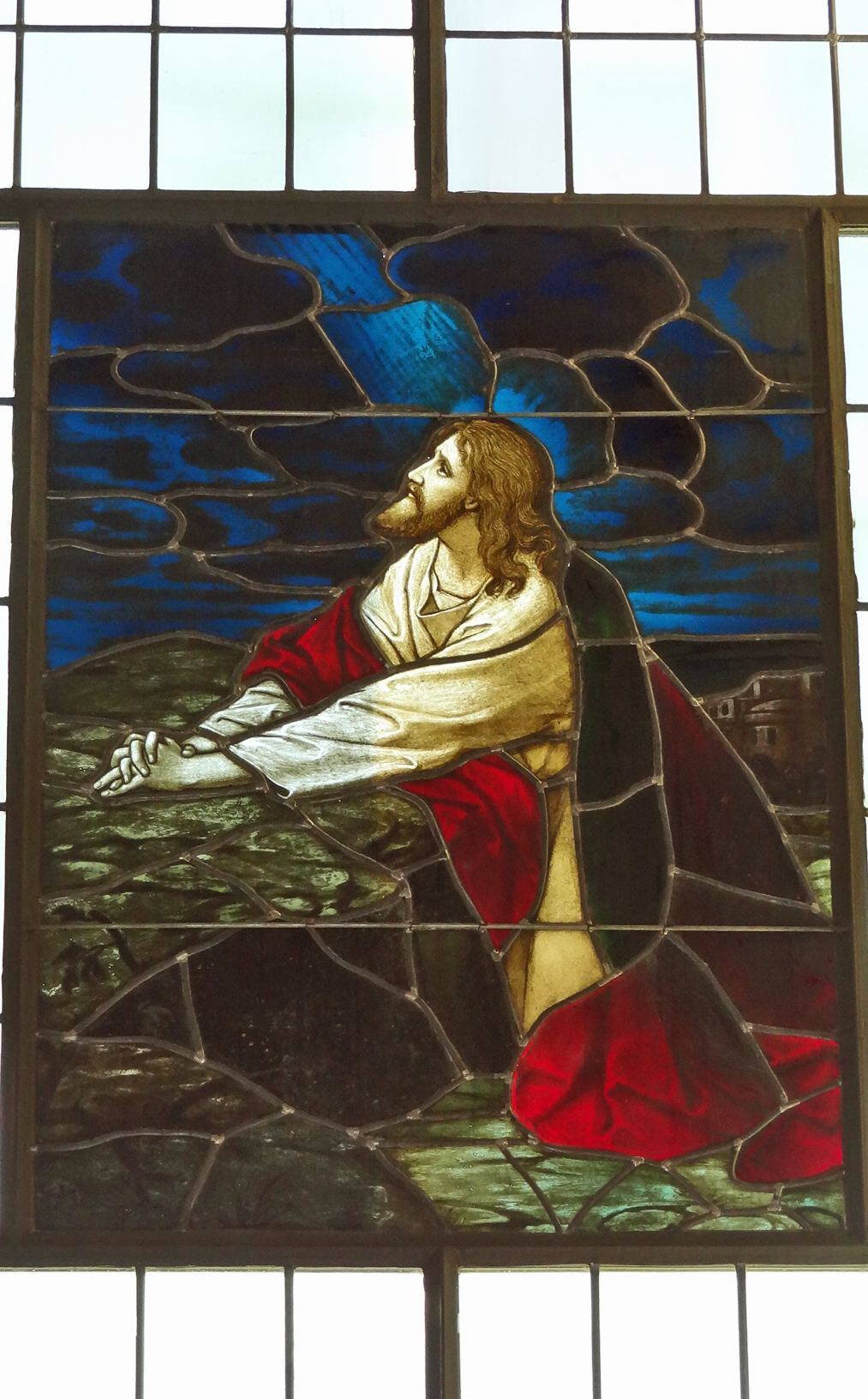
Christus in Gethsemane
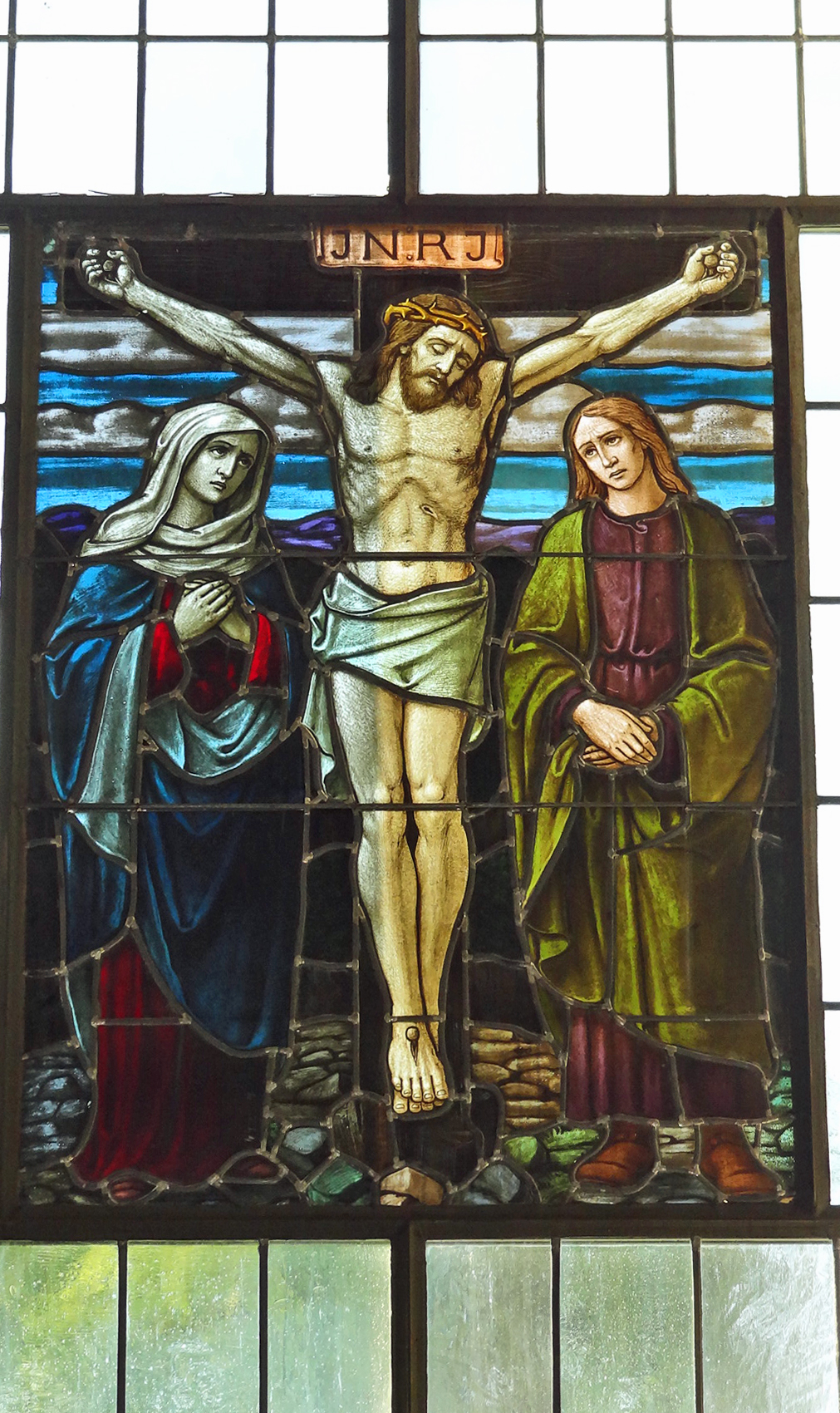
Die Kreuzigung Christi
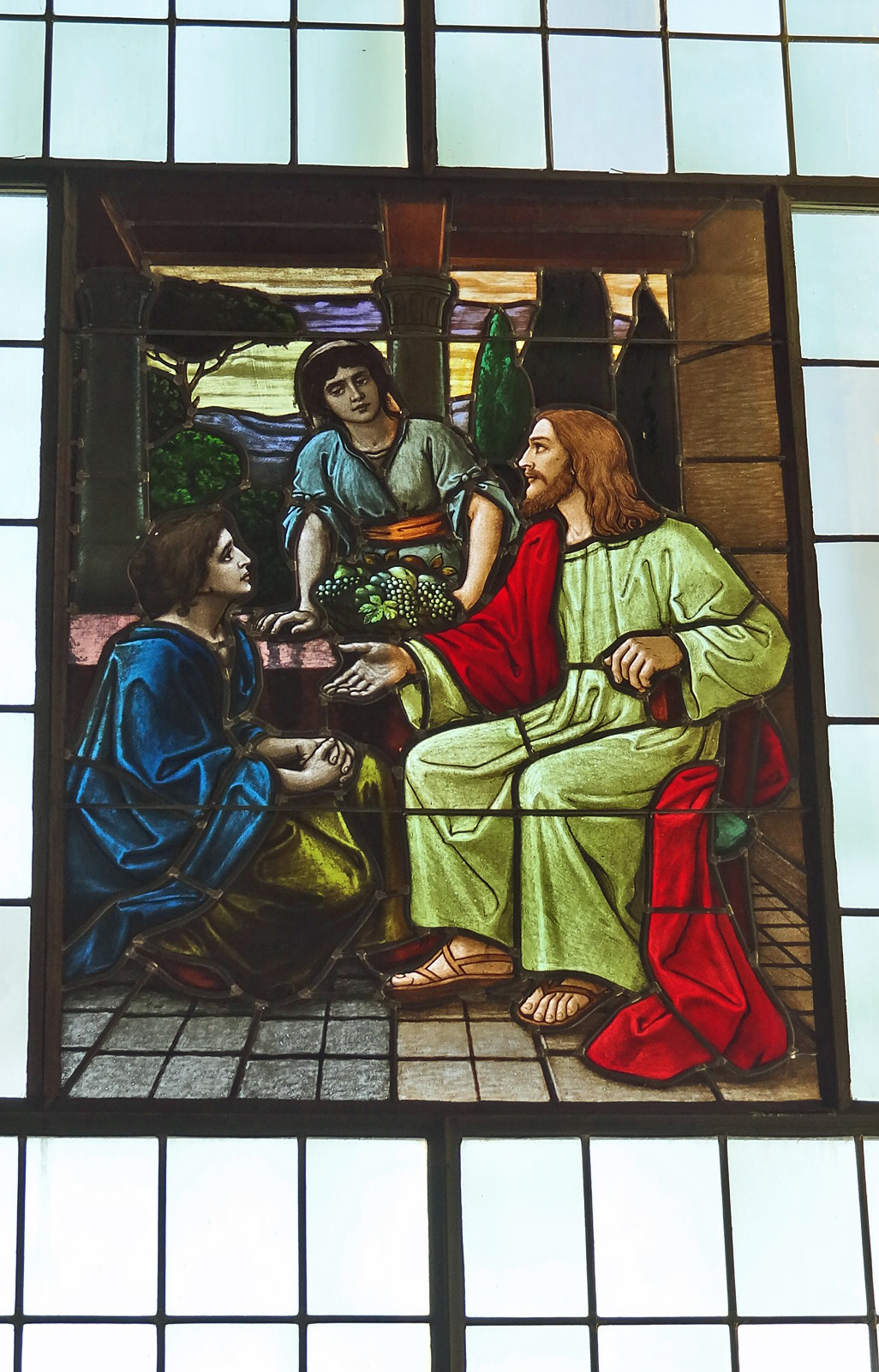
Die Fusswaschung
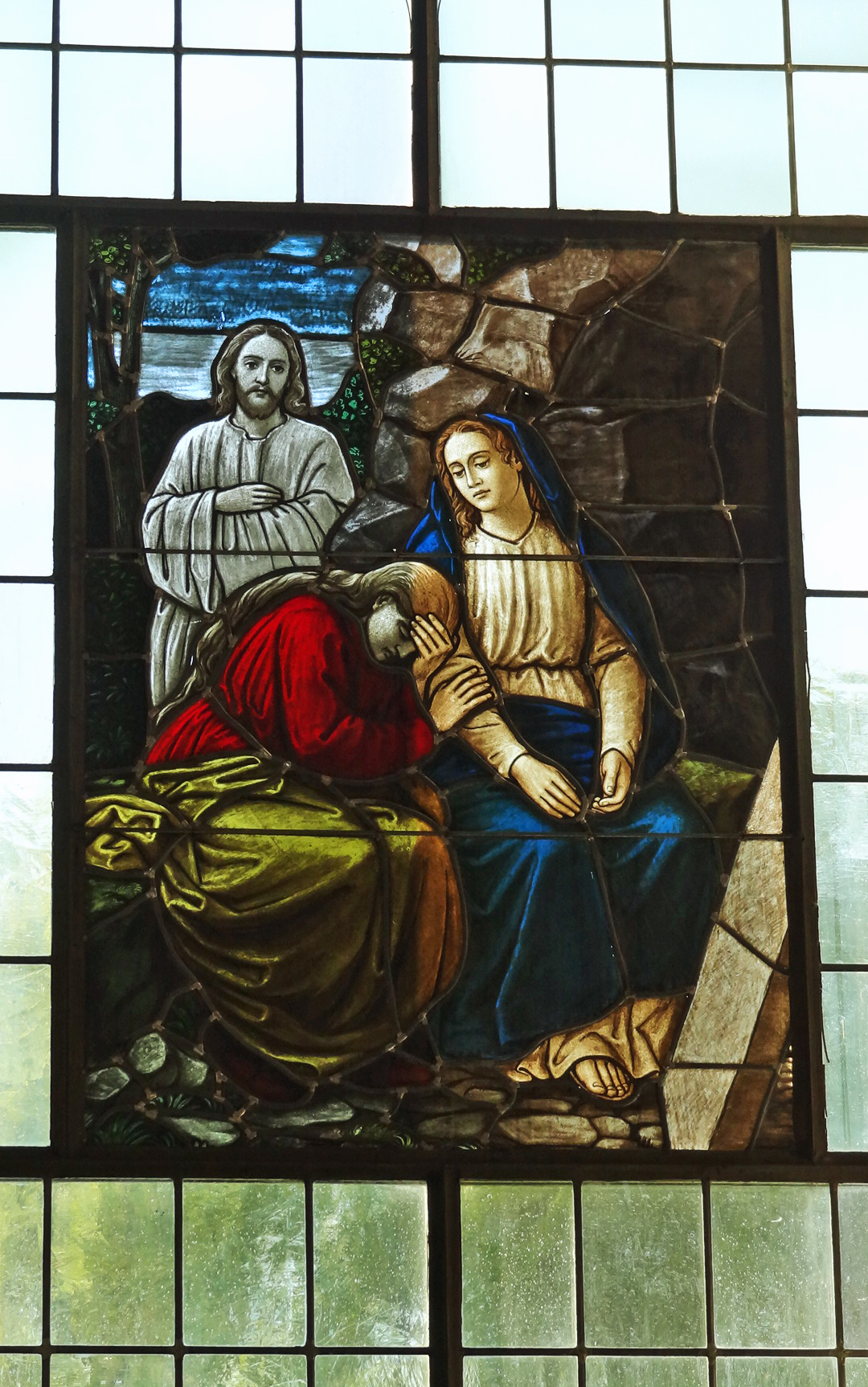
Das leere Grab
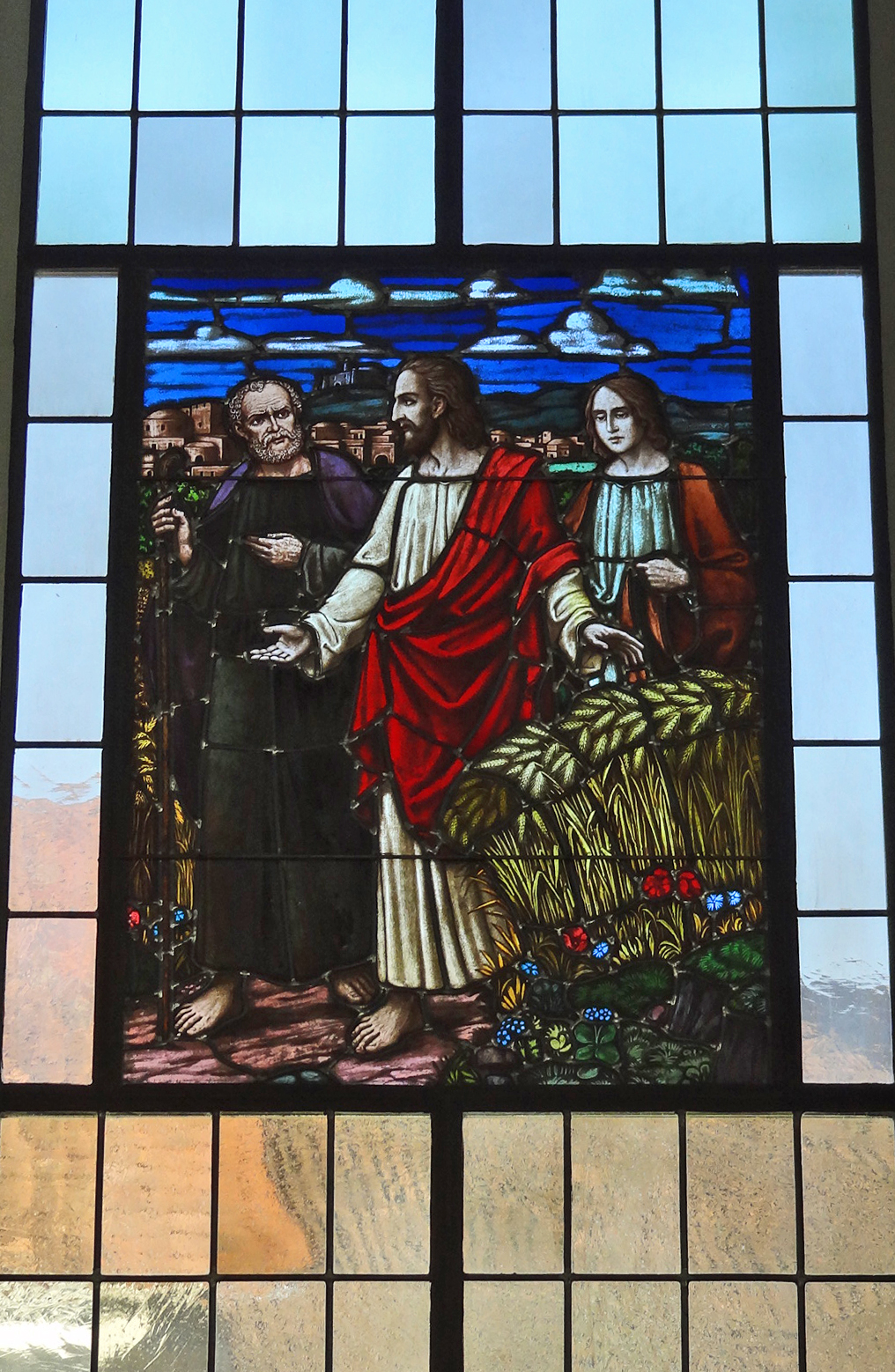
Christus auf dem Weg nach Emmaus

#### Orgel
Auf einer der beiden Emporen befindet sich die Orgel, die 1973 von der Werkstatt Orgelbau Kuhn aus Männedorf gebaut wurde. Sie verfügt über 16 Register auf zwei Manualen und Pedal. Das Instrument wurde eingebaut in den Prospekt der ursprünglichen Orgel, die 1750 für die Wallfahrtskirche Birnau gebaut wurde und 1812 nach Altnau kam.

### Glocken
Im Kirchturm hängen vier Kirchenglocken aus Bronze, die 1878 in der Gießerei H. Rüetschi, Aarau gegossen wurden. Sie sind gestimmt auf die Schlagtöne des′ – f′ – as′ – des″.

## Nachweise
1. ↑  Information zur Orgel auf der Site von Orgelbau Kuhn, mit Disposition
2. ↑  Information zur Orgel auf Orgelverzeichnis Schweiz und Liechtenstein, hier auch zur Orgelgeschichte
3. ↑  Geläut Reformierte Kirche in Altnau (TG)

Koordinaten: 47° 36′ 28,4″ N, 9° 15′ 27,2″ O; CH1903: 736763 / 274607